# 우크라이나 도서 연구소
[[파일:Logo of the Ukrainian Book Institute.svg|썸네일|오른쪽 정렬|상위 기관 : 문화부
설립 : 2016
위치 : 우크라이나
웹사이트 : ]

상위 기관 : 문화부
설립 : 2016
위치 : 우크라이나
웹사이트 : [https://ubi.org.ua/

우크라이나 도서 연구소는 우크라이나 문화부 산하의 국가 기관이다. 이 기관은 도서 산업에 대한 국가 정책을 형성하고, 우크라이나 내 독서 문화를 촉진하며, 도서 출판을 지원하고, 번역 활동을 장려하며, 해외에 우크라이나 문학을 알리는 것을 목적으로 한다.

## 역사
우크라이나 도서 연구소는 2016년에 설립되었다. 로스티슬라프 셈키우가 이 기관의 초대 "임시" 이사로 선출되었으며, 2017년 6월에는 타티아나 테렌이 "정식" 이사로 임명되었다. 그녀는 활동의 기초를 마련하는 데 성공했으며, 문서 작업을 준비하고 근무 환경을 조직하였다. 그러나 6개월 후 테렌은 사임하였다. 다음 이사 선출 이전까지 연구소장은 세르히 야신스키가, 그 뒤를 이어 루슬란 미로넨코가 그 직무를 수행하였다. 2018년 7월 26일에 열린 새로운 공모 결과, 비정부기구 "출판인의 포럼"의 이사였던 올렉산드라 코발이 최종 선정되었다. 그녀는 2018년 10월 10일부터 임시 이사로서 업무를 시작하였다. 그리고 12월 12일, 올렉산드라 코발은 정식으로 이사직에 임명되었다.

## 활동

### 기능
- 우크라이나어로 번역하거나 우크라이나어에서 번역하는 작업에 대한 자금 지원
- 독서의 대중화 및 지원과 관련된 국가 프로그램의 시행
- 아직 출판되지 않은 도서의 공공 비용 출판을 위한 공모전 조직 및 개최
- 예술가들을 위한 레지던시 프로그램의 시행
- 우크라이나 출판 분야에 대한 연구 및 설문조사 주도, 그 발전에 대한 예측
- 우크라이나어 도서를 다루는 우크라이나 및 외국 출판사에 대한 지원
- 우크라이나 도서 출판을 지원하기 위한 행사 개발 및 조직
- 출판 관련 사업체 간의 소통 구축
- 언론과의 협력[10]

### 적용 활동
1. 해외에서 우크라이나 문학을 홍보하는 활동에는 국제 프로젝트, 해외 도서 박람회 참여, 우크라이나 문학에 관심 있는 전 세계 파트너 및 인물들과의 네트워크 구축이 포함된다.
2. 번역 지원 프로그램은 외국 출판사를 대상으로 보조금을 제공함으로써 우크라이나 문학의 번역 출판을 촉진한다.
3. 우크라이나 도서 프로그램은 새로운 출판물에 대한 자금 지원을 통해 우크라이나 도서 시장의 발전을 지원하고 촉진한다.
4. 디지털 도서관 프로그램은 우크라이나 고전, 신간, 희귀 도서를 모두가 이용할 수 있도록 디지털 데이터베이스로 구축하는 프로젝트이다.
5. 우크라이나 내 독서 장려 프로그램은 국민의 독서 수준과 질을 향상시키기 위한 여러 국가 프로젝트로 구성되어 있다.
6. 공공 도서관 보급 프로그램은 우크라이나 전역의 공공 도서관에 최신 간행물을 보충하는 데 목적이 있다.

### 공공 도서관 보급 프로그램
2018년, 우크라이나 도서 연구소는 10월 5일에 시작된 공공 도서관 보충 프로그램을 완전히 실행하였다. 이 사업을 위해 국가는 우크라이나 도서 프로그램의 자금을 재분배하여 1억 2천만 흐리브나(₴120,000,000)를 지원하였다. 연구소 팀은 이를 매우 짧은 기간 내에 성공적으로 수행하였다.
우크라이나 도서 연구소는 137개 출판사로부터 2,779건의 신청서를 접수하였다. 전문가 위원회는 이 중에서 741권의 도서를 국가 비용으로 구매하기 위해 선정하였다. 입찰 위원회 회의, 출판사와의 협상 절차, 감독 위원회 회의, 그리고 Prozorro 시스템에 계약 체결 공고가 진행되었다. 프로그램 결과에 따라 공공 도서관은 91개 출판사로부터 총 984,449부의 도서를 받았으며, 총 비용은 ₴114,397,900이었다.

## 국제 활동

### 프랑크프루트 도서전
해외 도서 박람회 및 축제에서 국가 부스를 전시하는 것은 연구소의 주요 과제 중 하나이다. 2018년에는 세계 최대 출판 행사인 프랑크푸르트 도서 박람회에 우크라이나가 성공적으로 참여한 것이 중요한 성과였다.

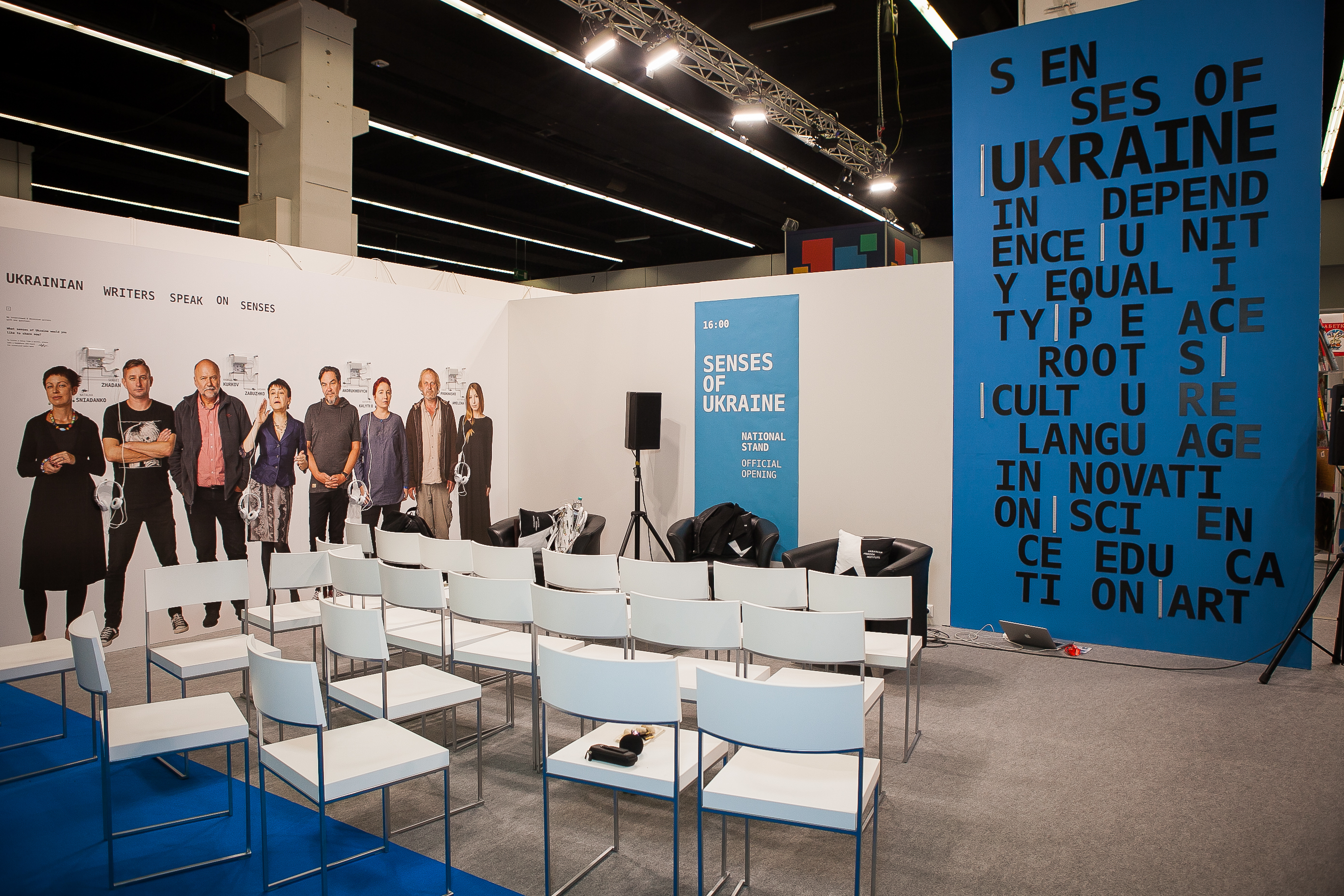
프랑크푸르트 도서전의 우크라이나 부스 (2018년)

2018년 우크라이나 부스의 슬로건은 “Senses of Ukraine”(우크라이나의 감각)였다. 영어 단어 ‘senses’는 ‘감각’과 ‘의미’라는 이중적인 뜻을 지닌다. 주최 측은 청각, 시각, 촉각, 미각 등 기본 감각을 통해 우크라이나를 소개하였다. 우크라이나 부스의 시각적 콘셉트는 미디어 아티스트이자 미술사가, 멀티미디어 프로젝트 큐레이터인 안드레이 리닉이 개발하였다.
140제곱미터 규모의 공간에서는 가장 유명한 우크라이나 작가들의 전신 이미지와 그들에게 ‘Senses of Ukraine’가 의미하는 바를 들을 수 있었다. 또한 미스체츠키 아르세날과의 협력으로 옥사나 불라의 저서 『숲의 주민 투코니』, 『들소가 둥지를 찾다』, 『곰은 잠들기를 원하지 않는다』를 바탕으로 한 인터랙티브 VR 존 ‘투코니와의 만남’이 개발되었다.
우크라이나 부스 개막식에는 도서 박람회 부회장 토비아스 포스가 참석하였다. 그는 우크라이나 부총리 파블로 로젠코, 문화부 차관 유리 리바추크, 출판사 및 도서 유통 협회장 알렉산더 아포닌과 함께 참석자들에게 인사말을 전하였다.
박람회에서 우크라이나의 주요 매력 중 하나는 해외에서 여러 차례 인정받은 일러스트레이터들이었다. 그들의 작품은 부스 내외부와 별도의 카탈로그에서 소개되었다.

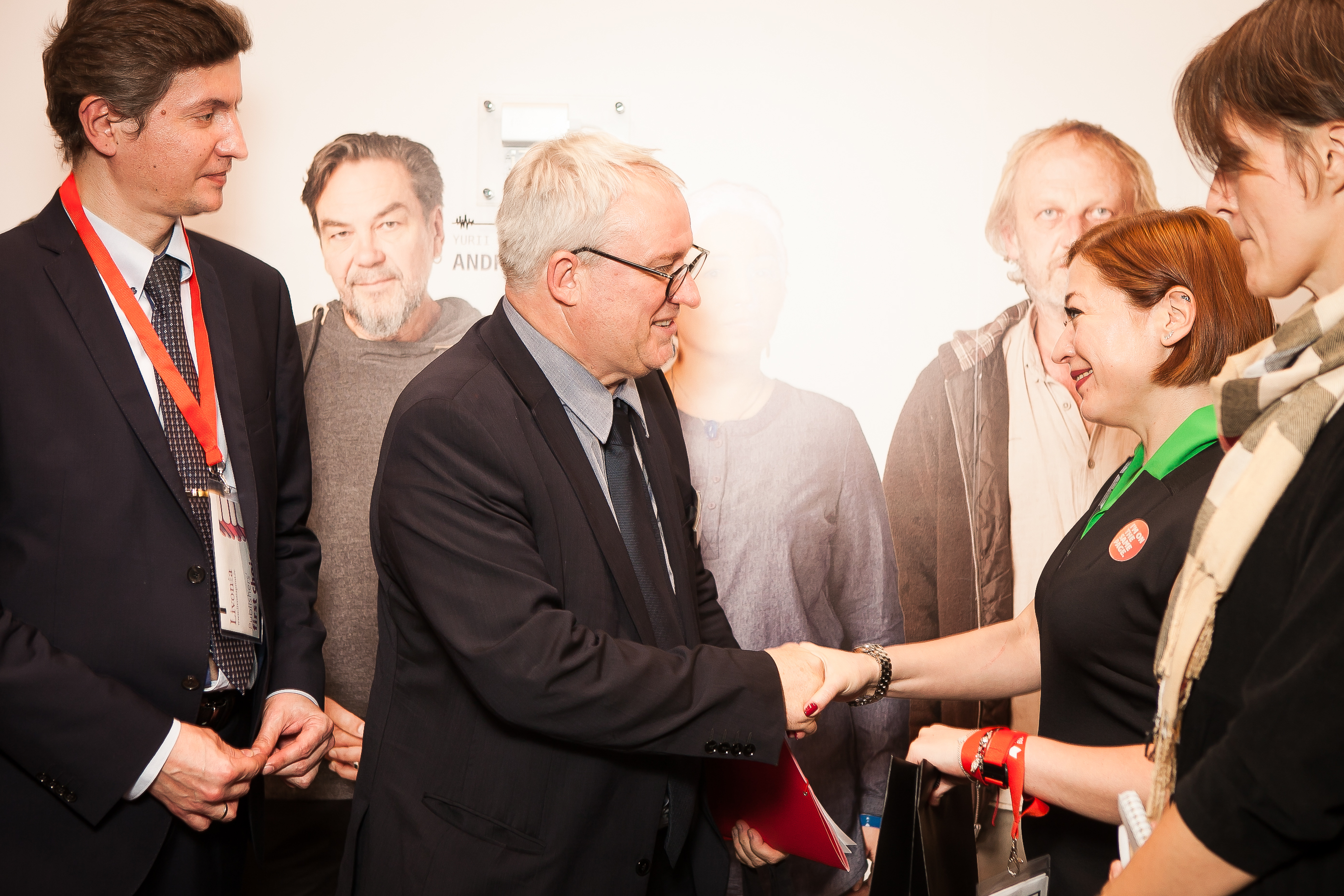
프랑크푸르트 도서전의 우크라이나 부스에서의 토비아스 포스 (2018년)

우크라이나 도서 연구소와 함께 16개의 출판사가 프랑크푸르트에 참가하였다. ‘구 사자 출판사(The Old Lion Publishing House)’, ‘폴리오(Folio)’, ‘패밀리 레저 클럽(Family Leisure Club)’, ‘나쉬 포맷(Nash Format)’, 이반 말코비치 출판사 ‘아-바-바-하-라-마-하(A-ba-ba-ha-la-ma-ha)’, ‘보흐단 북스(Bohdan Books)’, ‘동화의 샘(Fountain of Fairytales)’, ‘서밋 북(Summit Book)’, ‘KM 북스(KM books)’, ‘페룬(Perun)’, ‘브라이트 북스(Bright Books)’, ‘리비드(Lybid)’, ‘아트 네이션(Art Nation)’, ‘마미노(Mamino)’, 그리고 문화 개발 에이전시가 포함되었다.
우크라이나 프로그램 참가자는 다음과 같다.
- 세르히 플로키(Serhii Plokhy) — 하버드 대학교 역사학 교수, 저서 『유럽의 문(Gates of Europe)』, 『체르노빌: 비극의 역사(Chernobyl: a history of tragedy)』, 『코사크 신화(Cossack myth)』 저자
- 유리 두르코트(Yuri Durkot) — 2018년 독일 최고의 번역가
- 카테리나 칼리트코(Kateryna Kalytko) — 우크라이나 시인 및 작가, 다수의 시집과 단편집 『잃어버린 땅(Land of the lost)』 저자
- 빅토리아 아멜리나(영어판)(Victoria Amelina) — 우크라이나 작가, 저서 『돔의 꿈의 왕국(Dom's Dream Kingdom)』, 『그녀가 해냈다(She did it)』 저자
- 예브게니 스타시네비치(Evgeny Stasinevich) — 문학 평론가
- 무스타파 젬일레프(영어판)(Mustafa Dzhemilev) — 크림 타타르 민족 대통령 특사, 공공 인사, 반체제 인사, 정치범
- 알림 알리예프(Alim Aliyev) — 언론인, 공공 활동가, ‘크림 SOS’와 ‘리비우 크림 하우스’ 센터 창립자, 저서 『무스타파 젬일레프: 불굴의 인물(Mustafa Dzhemilev: indestructible)』 저자

인권 선언 채택 70주년을 기념하는 ‘같은 페이지에(On the same page)’ 캠페인은 프랑크푸르트 박람회의 중요한 행사였다. 이 캠페인 내에서 우크라이나는 러시아 연방 영토 내에 부당하게 구금된 우크라이나 정치범을 지원하는 행사를 조직하였다. 유명 작가들이 올레그 센초프의 이야기를 낭독하였으며, 러시아 부스 앞에서 묵언 시위를 벌였다.

### 프라하 도서전 "World of Books 2018"
도서 연구소는 체코 공화국 주재 우크라이나 대사관과 함께 2018년 프라하 도서 박람회 “세계의 책(World of Books 2018)”에 국가 부스를 조직하였다. 이번이 처음으로 문화 기관이 참여하였으며, 이전에는 부스가 현지 우크라이나인들과 디아스포라 대표들에 의해 운영되었다.
체코 박람회에는 11개의 출판사가 참가하였다. ‘아-바-바-하-라-마-하(A-ba-ba-ha-la-ma-ha)’, ‘나쉬 포맷(Nash Format)’, ‘구 사자 출판사(Old Lion Publishing House)’, ‘코모라(Komora)’, ‘비다브니츠트보(Vydavnytstvo)’, ‘페룬(Perun)’, ‘브라이트 북스(Bright books)’, ‘네보 북랩 출판(Nebo Booklab Publishing)’, ‘오코(Oko)’, ‘북 셰프(Book Chef)’ 및 문학 경연 ‘단어의 왕관(Coronation of the Word)’이 포함되었다. 작가로는 카테리나 칼리트코(Kateryna Kalytko), 이리나 츨릭(Iryna Tsilyk), 아르템 체흐(Artem Chekh), 타냐 말랴르추크(Tanya Malyarchuk)가 우크라이나를 대표하였다.
우크라이나 부스에는 체코 공화국 문화부 장관 일랴 슈미드(Ilya Schmid), 체코 주재 우크라이나 대사 예브헨 페레비이니스(Yevhen Perebiynis), 체코 국립 도서 연구소 ‘체코 리트(Czech Lit)’ 소장 온자이 부데우스(Onjay Buddeus)가 방문하였다.

## 우크라이나 국내 행사

### 출판사 포럼
우크라이나 도서 연구소는 NGO ‘출판인 포럼(Forum of publishers)’과 함께 제25회 도서 포럼(Book Forum) 행사 공동 주최자가 되었다.
가장 주목받은 행사는 ‘북업 나이트(BookUp Night)’로, 출판 전문가들이 가장 재미있었던 직업적 실패담을 이야기하는 자리였다. 이 행사에는 ‘아-바-바-하-라-마-하(a-Ba-Ba-Ga-la-ma-ga)’ 출판사 대표 이반 말코비치(Ivan Malkovych), 작가 옥사나 자부즈코(Oksana Zabuzhko), 우크라이나판 ‘에스콰이어(Esquire)’ 전 편집장 알렉세이 타라소프(Alexey Tarasov), 언론인 겸 번역가 이리나 슬라빈스카야(Irina Slavinskaya), ‘나쉬 포맷(Nash Format)’ 출판사 대표 안톤 마르티노프(Anton Martynov)가 참석하였다.
또한, 우크라이나 도서 연구소는 세르게이 자단(Sergey Zhadan)의 베스트셀러 『보로실로브그라드(Voroshilovgrad)』를 원작으로 한 영화 『야생의 들판(The Wild Fields)』에 관한 토론회를 조직하였다. 영화 감독 야로슬라프 로디긴(Yaroslav Lodygin)은 알렉세이 타라소프, ‘Film UA’ 영화 스튜디오 관계자들, 문학과 영화가 교차하는 지점의 예술에 관한 책 저자와 대화를 나누었다. 또한, 로디긴은 2018년 11월 8일 개봉한 영화의 일부 장면을 소개하였다.

### 크리에이티브 우크라이나
우크라이나 도서 연구소 팀은 포럼 “창조적 우크라이나(Creative Ukraine)”의 일환으로 세미나 “출판사 가이드: 유럽 정복 방법(Publishers' Guide: How to conquer Europe)”을 공동 주최하였다. 이 행사에는 처음으로 우크라이나를 방문한 런던 도서 박람회(London Book Fair) 이사 잭스 토마스(Jax Thomas)가 참석하였다. 그녀의 방문 기간 동안 런던에서 우크라이나 부스 참가에 관한 논의가 이루어졌다. 또한 토마스는 대규모 문학 행사 운영 경험을 공유하였다.
세미나에는 크라쿠프 문학 도시 재단(Krakow — City of Literature Foundation) 회장이자 신예술 재단 New Art Foundation ZNACZY SIĘ 이사회 멤버, 문학 축제 프로그램 책임자인 올가 브제진스카(Olga Brzezinska)도 참석하였다. 우크라이나 도서 연구소의 초청으로 그녀는 네 차례의 만남을 가졌다. 우크라이나 출판사들에게 시장에서 자신들의 위치를 찾고 브랜드를 개발하는 방법을 설명하였으며, 패널 토론에 참여하고, 포럼 방문자들과 세션에서 문제를 논의하였고, 잭스 토마스와의 공개 인터뷰를 진행하였다.

### "The east reads"
우크라이나 도서 연구소는 현대 우크라이나 작가들이 루한스크 및 도네츠크 지역의 여러 도서관을 방문하는 “동쪽의 읽음(The East Reads)” 프로젝트의 파트너가 되었다. 연구소의 중개를 통해 2,000권이 넘는 우크라이나 도서가 도서관에 기증되고 있다. 약 15개 지역의 30여 개 도서관이 이 프로젝트에 참여하였다. 이 사업은 세르게이 자단(Sergey Zhadan) 자선재단이 국제 르네상스 재단(International Renaissance Foundation)의 지원을 받아 조직하였다.
현재 세르히 자단(Serhiy Zhadan), 안드레이 쿠르코프(Andrey Kurkov), 예브게니 폴로지이(Evgeny Polozhiy), 이반 안드루샤크(Ivan Andrusyak), 탄야 스투스(Tanya Stus)가 스타로빌스크(Starobilsk), 스타니차 루한스카(Stanytsia Luhanska), 슈차스티아(Shchastia), 스바토베(Svatove)를 방문하였다.
그들은 지역 도서관에서 성인과 어린이를 만나 소통하였다. 이 도서관들은 이곳에서 사회·문화 생활의 중심지 역할을 하고 있다. 사서와 독자들은 공공 도서관 장서 보충 프로그램의 일환으로 자신들의 도시 도서관에 기증된 책의 저자들과 직접 교류할 기회를 가졌다.

### "우크라이나 서점"
2023년 8월 초, 우크라이나 도서 연구소(UIK)는 우크라이나 내 오프라인 서점 수에 대한 논란을 종식시키고 모든 서점 체인을 하나의 목록으로 정리하였다. 초기에는 247개의 서점 데이터를 공개했으며, 이후 이 숫자는 378개로 증가했으나 아직 최종 확정된 수치는 아니다. 이에 대해 UIK 소장 올렉산드라 코발(Oleksandra Koval)은 “2023년 8월 현재 우크라이나에는 378개의 서점이 있다”고 말했다.

## 같이 보기
- 문화부(우크라이나)(영어판)
- 우크라이나 문화 재단(영어판)
- 우크라이나 문학(영어판)
- 우크라이나 문학의 역사(영어판)

## 참조목록
1. ↑  10 запитань про Інститут книги - Лівий берег, 16 січня 2018
2. ↑  “Наказ : Про створення Українського інституту книги”. 《consultant.parus.ua》 (우크라이나어). 2019년 1월 24일.
3. ↑  “Міністерство культури України :: Переможцем конкурсного добору на посаду директора Українського інституту книги визначено Тетяну Терен”. 《mincult.kmu.gov.ua》 (우크라이나어). 2018년 7월 18일에 원본 문서에서 보존된 문서. 2019년 1월 24일에 확인함.
4. ↑  “Тетяна Терен звільнилася з Українського інституту книги”. 《Українська правда _Життя》 (우크라이나어). 2019년 1월 24일에 확인함.
5. ↑  “Читомо” (우크라이나어). 2018년 1월 31일. 2018년 1월 31일에 원본 문서에서 보존된 문서. 2019년 1월 24일에 확인함.
6. ↑  “Нищук призначив ВО директора Українського інституту книги”. 《www.ukrinform.ua》 (우크라이나어). 2019년 1월 24일.
7. ↑  “Інститут Книги”. 《book-institute.org.ua》 (우크라이나어). 2019년 1월 24일. 2019년 1월 24일에 원본 문서에서 보존된 문서. 2025년 5월 16일에 확인함.
8. ↑  “Інститут Книги”. 《book-institute.org.ua》 (우크라이나어). 2019년 1월 24일에 원본 문서에서 보존된 문서. 2019년 1월 24일에 확인함.
9. ↑  “Інститут Книги”. 《book-institute.org.ua》 (우크라이나어). 2019년 1월 25일에 원본 문서에서 보존된 문서. 2019년 1월 24일에 확인함.
10. ↑  “Міністерство культури України :: Статут Державної установи "Український Інститут книги"” (우크라이나어). 2019년 1월 24일에 원본 문서에서 보존된 문서. 2019년 1월 24일에 확인함.
11. ↑  “Український інститут книги: анонс програми — Українська бібліотечна асоціація”. 《ula.org.ua》 (우크라이나어). 2019년 1월 24일에 원본 문서에서 보존된 문서. 2019년 1월 24일에 확인함.
12. ↑  “Інститут Книги”. 《book-institute.org.ua》 (우크라이나어). 2019년 1월 25일에 원본 문서에서 보존된 문서. 2019년 1월 24일에 확인함.
13. ↑  “Уряд погодив 120 мільйонів на бібліотечні закупівлі цього року”. 《www.chytomo.com》 (우크라이나어). 2018년 10월 31일. 2019년 1월 24일에 확인함.
14. ↑  “Олександра Коваль: Через бюрократичні перепони Український інститут книги не може використовувати кошти на діяльність, яка важлива зараз”. 《DT.ua》 (우크라이나어). 2019년 1월 24일.
15. ↑  “Міністерство культури України :: Уряд затвердив перелік книжкової продукції для поповнення бібліотечних фондів”. 《mincult.kmu.gov.ua》 (우크라이나어). 2019년 1월 25일에 원본 문서에서 보존된 문서. 2019년 1월 24일에 확인함.
16. ↑  “Інститут Книги”. 《book-institute.org.ua》 (우크라이나어). 2019년 1월 24일에 확인함.
17. ↑  “Інститут Книги”. 《book-institute.org.ua》 (우크라이나어). 2019년 1월 24일에 원본 문서에서 보존된 문서. 2019년 1월 24일에 확인함.
18. ↑  “Інститут Книги”. 《book-institute.org.ua》 (우크라이나어). 2019년 1월 24일에 원본 문서에서 보존된 문서. 2019년 1월 24일에 확인함.
19. ↑  “Міністерство культури України :: Стартував 70-й Міжнародний Франкфуртський книжковий ярмарок”. 《mincult.kmu.gov.ua》 (우크라이나어). 2019년 1월 25일에 원본 문서에서 보존된 문서. 2019년 1월 24일에 확인함.
20. ↑  “Українські письменники розкрили "Senses of Ukraine" на Франкфуртському книжковому ярмарку”. 《LB.ua》 (우크라이나어). 2019년 1월 24일에 확인함.
21. ↑  “Франкфуртський книжковий ярмарок: український стенд, інновації та акцент на візуальному”. 《Видавництво Старого Лева》 (우크라이나어). 2019년 1월 24일에 원본 문서에서 보존된 문서. 2019년 1월 24일에 확인함.
22. ↑  “Інститут Книги”. 《book-institute.org.ua》 (우크라이나어). 2019년 1월 24일에 원본 문서에서 보존된 문서. 2019년 1월 24일에 확인함.
23. ↑  Gazeta.ua (2018년 10월 9일). “Чим здивує Україна на книжковому ярмарку у Франкфурті”. 《Gazeta.ua》 (우크라이나어). 2019년 1월 24일에 확인함.
24. ↑  “Інститут Книги”. 《book-institute.org.ua》 (우크라이나어). 2019년 1월 25일에 원본 문서에서 보존된 문서. 2019년 1월 24일에 확인함.
25. ↑  “Міністерство культури України :: Стартував 70-й Міжнародний Франкфуртський книжковий ярмарок”. 《mincult.kmu.gov.ua》 (우크라이나어). 2019년 1월 25일에 원본 문서에서 보존된 문서. 2019년 1월 24일에 확인함.
26. ↑  “Інститут Книги”. 《book-institute.org.ua》 (우크라이나어). 2019년 1월 24일에 원본 문서에서 보존된 문서. 2019년 1월 24일에 확인함.
27. ↑  “На книжковій виставці у Франкфурті провели акцію на підтримку Сенцова”. 《www.ukrinform.ua》 (우크라이나어). 2019년 1월 24일에 확인함.
28. ↑  “Україна представить національний стенд на книжковому ярмарку у Празі”. 《Na chasi》 (우크라이나어). 2018년 3월 2일. 2020년 9월 23일에 원본 문서에서 보존된 문서. 2019년 1월 24일에 확인함.
29. ↑  “У Празі стартував 24-ий Міжнародний книжковий ярмарок”. 《bukvoid.com.ua》 (우크라이나어). 2019년 1월 24일에 확인함.
30. ↑  “Укрінформ”. 《www.ukrinform.ua》 (우크라이나어). 2019년 1월 24일에 확인함.
31. ↑  “Сьогодні відбудеться видавничо-книжковий BookUp Night — Львівська міська рада”. 《city-adm.lviv.ua》 (우크라이나어). 2018년 9월 21일. 2019년 1월 24일에 확인함.
32. ↑  “Сучасна українська література в сучасному українському кіно”. 《Форум видавців》 (우크라이나어). 2019년 1월 24일에 원본 문서에서 보존된 문서. 2019년 1월 24일에 확인함.
33. ↑  “Інститут Книги”. 《book-institute.org.ua》 (우크라이나어). 2019년 1월 25일에 원본 문서에서 보존된 문서. 2019년 1월 24일에 확인함.
34. ↑  “Джекс Томас: Кількість перекладів англійською зросла на 8% за останні 4 роки”. 《www.chytomo.com》 (우크라이나어). 2018년 12월 4일. 2019년 1월 24일에 확인함.
35. ↑  “Інститут Книги”. 《book-institute.org.ua》 (우크라이나어). 2019년 1월 25일에 원본 문서에서 보존된 문서. 2019년 1월 24일에 확인함.
36. ↑  “Головна”. 《Форум Креативна Украiна》 (우크라이나어). 2019년 1월 24일에 확인함.
37. ↑  “"Схід читає": відомі письменники і нові книжки вирушили до читачів на Донбас”. 《Club-tourist》 (미국 영어). 2019년 1월 24일에 확인함.
38. ↑  “Інститут Книги”. 《book-institute.org.ua》. 2019년 1월 24일에 원본 문서에서 보존된 문서. 2019년 1월 24일에 확인함.
39. ↑  root (2023년 8월 10일). “В УІК вже нарахували понад 370 книгарень”. 《chytomo.com》 (우크라이나어). 2024년 7월 22일에 확인함.
40. ↑  Скільки в Україні працює книжкових мереж. 11.08.2023